# Walter Stritt
Walter Stritt (Eberbach, Baden, 3 augustus 1892 - Karlsruhe, 4 november 1975) was een Duits entomoloog.
Walter Stritt werd geboren in 1892 in Eberbach en was de zoon van de burgemeester van Bruchsal, Karl Stritt. Hij volgde het gymnasium in Bruchsal en studeerde in Karlsruhe, Freiburg en Kiel. Stritt was, na zijn studie, leraar in Karlsruhe.
Zijn vakgebied binnen de entomologie betrof de vliesvleugeligen (Hymenoptera). Hij heeft een aantal soorten voor het eerst wetenschappelijk beschreven, zoals: 
- Allantus coryli, een vliesvleugelig insect uit de familie van de bladwespen (Tenthredinidae).

## Bron
- Walter Stritt: Biografien der Entomologen der Welt
- Karl Stritt: Stadtwiki Karlsruhe

- Gemeinsame Normdatei: 1012366634
- Virtual International Authority File: 171533129